# Altdorf UR
| UR ist das Kürzel für den Kanton Uri in der Schweiz. Es wird verwendet, um Verwechslungen mit anderen Einträgen des Namens Altdorf zu vermeiden. |

Altdorf (in einheimischer Mundart (z/uf) Alteref [(ʦ/uf) ˈɑ̝ˑɫtəɾəf/ˈɒɫtəɾəf]) ist eine Einwohnergemeinde und der Hauptort des Schweizer Kantons Uri.

## Geographie
Der Ortskern von Altdorf liegt auf 458 m ü. M. in der Reussebene, wenig oberhalb der Mündung der Reuss in den Urnersee.
Zur Gemeinde gehört neben dem Dorf auch die Streusiedlung Eggberge (1410–1678 m ü. M.) am Westhang der Höch Egg (1785 m ü. M.).
235 ha oder 23,0 % der Gemeinde sind Siedlungsfläche. Davon sind 116 ha Gebäude- und 27 ha Industrieareal sowie 69 ha Verkehrsfläche. Etwas umfangreicher ist die Landwirtschaftsfläche mit 367 ha oder einem Anteil von 35,9 %. Darunter befinden sich keine Alpgebiete. Dagegen sind 360 ha Wies- und Ackerland. Ausserdem sind 402 ha oder 39,3 % von Wald und Gehölz bedeckt. Unproduktives Gebiet umfasst den kleinen Rest des Gemeindegebiets, genauer 19 ha oder 1,9 %.
Die westliche Gemeindegrenze bildet die Reuss. Kurz vor ihrer Einmündung in den Urnersee dreht die Gemeindegrenze nach Nordosten, umschliesst in einem Halbrund die Streusiedlung Eggberge und geht zur Höch Egg. Von dort verläuft sie in südlichen Richtungen bergab bis kurz vor den Schächen(-Bach) und schliesslich nördlich des Bachs in westlicher Richtung zurück zur Reuss. Durch die Gemeinde fliesst der Altdorfer Dorfbach.
Altdorf grenzt im Westen an Attinghausen und Seedorf, im Norden an Flüelen, im Osten und Süden an Bürglen. Mit diesen und weiteren Gemeinden bildet Altdorf eine Agglomeration, die Ende 2019 32'515 Einwohner zählte.

### Klimatabelle
|                        | Jan  | Feb  | Mär  | Apr  | Mai  | Jun  | Jul  | Aug  | Sep  | Okt  | Nov | Dez  |   |       |
| Mittl. Temperatur (°C) | 1,1  | 2,0  | 5,7  | 9,2  | 13,8 | 16,6 | 18,6 | 17,9 | 14,5 | 10,5 | 5,2 | 2,3  | ⌀ | 9,8   |
| Mittl. Tagesmax. (°C)  | 4,3  | 5,7  | 10,5 | 14,6 | 19,5 | 22,0 | 24,2 | 23,4 | 19,4 | 14,9 | 8,8 | 5,3  | ⌀ | 14,4  |
| Mittl. Tagesmin. (°C)  | −2,3 | −1,8 | 0,9  | 3,9  | 8,5  | 11,6 | 13,7 | 13,3 | 10,0 | 6,4  | 1,6 | −1,3 | ⌀ | 5,4   |
|                        |      |      |      |      |      |      |      |      |      |      |     |      |   |       |
| Niederschlag (mm)      | 68   | 65   | 77   | 84   | 113  | 132  | 145  | 148  | 109  | 77   | 86  | 79   | Σ | 1183  |
|                        |      |      |      |      |      |      |      |      |      |      |     |      |   |       |
| Sonnenstunden (h/d)    | 1,9  | 2,7  | 3,7  | 4,4  | 4,8  | 5,1  | 5,5  | 4,9  | 4,4  | 3,4  | 1,9 | 1,1  | ⌀ | 3,7   |
|                        |      |      |      |      |      |      |      |      |      |      |     |      |   |       |
| Regentage (d)          | 9,2  | 8,7  | 10,8 | 10,3 | 12,5 | 14,0 | 13,7 | 12,9 | 10,2 | 8,7  | 9,7 | 10,1 | Σ | 130,8 |
|                        |      |      |      |      |      |      |      |      |      |      |     |      |   |       |
| Luftfeuchtigkeit (%)   | 78   | 75   | 70   | 67   | 68   | 72   | 73   | 75   | 77   | 78   | 79  | 79   | ⌀ | 74,2  |

| −2,3 |

| −1,8 |

| 0,9 |

| 3,9 |

| 8,5 |

| 11,6 |

| 13,7 |

| 13,3 |

| 10,0 |

| 6,4 |

| 1,6 |

| −1,3 |

| −2,3 |

| −1,8 |

| 0,9 |

| 3,9 |

| 8,5 |

| 11,6 |

| 13,7 |

| 13,3 |

| 10,0 |

| 6,4 |

| 1,6 |

| −1,3 |

## Bevölkerung

### Bevölkerungsentwicklung
Die Einwohnerzahl erreichte um die Mitte des 18. Jahrhunderts die Marke von 3000 Personen. Mit der Helvetischen Revolution von 1798 erlebte Altdorf eine Reihe empfindlicher Rückschläge. Zum einen gingen damals die Untertanengebiete verloren und die Konkurrenzsituation im Transitverkehr spitzte sich markant zu. Zum anderen wurde Altdorf 1799 Schauplatz kriegerischer Auseinandersetzungen zwischen Urnern, Franzosen, Österreichern und Russen. Einquartierungen, Requisitionen und Plünderungen führten zu gewaltigen Belastungen. Katastrophal war der Altdorfer Dorfbrand vom 5. April 1799, der den Hauptflecken innert Stunden in Schutt und Asche legte. Teile der Bevölkerung verliessen Altdorf und liessen sich in Nachbargemeinden nieder. In der ersten Hälfte des 19. Jahrhunderts stagnierte die Einwohnerzahl. Danach wuchs sie bis 1880 stark an (1850–1880: +37,6 %). In den 1880er-Jahren schrumpfte sie infolge der Wirtschaftskrise und dem darauf folgenden Einbruch des weit verbreiteten Heimgewerbes massiv um 12,5 %. Zwischen 1888 und 1920 folgte ein grosser Wachstumsschub (1888–1920: +63,8 %). Gründe hierfür waren der Anschluss an die Bahn (Gotthardlinie) und die Ansiedlung von Industriebetrieben wie der Munitionsfabrik Altdorf und den Schweizerischen Draht- und Gummiwerken. Nach einer Stagnationsphase in den 1920er-Jahren kam es zwischen 1930 und 1970 zu einem erneuten Wachstumsschub (1930–1970: +103,9 %). Damals verdoppelte sich die Bevölkerungszahl. Viele Leute aus dem oberen Kantonsteil und aus dem Ausland wanderten in dieser Zeit zu. In der Zeit der Erdölkrise in den 1970er-Jahren verliessen etliche ausländische Bewohner den Ort; zwischen 1970 und 1980 musste Altdorf einen Bevölkerungsverlust von 4,8 % hinnehmen. Seit den 1990er-Jahren ist wieder ein stetiges Bevölkerungswachstum zu beobachten.
Der Bahnhof Altdorf wurde zum Kantonsbahnhof Uri umgebaut und an die Neue Eisenbahn-Alpentransversale (NEAT) angeschlossen. Die Eröffnung des neuen Bahnhofs war zum Fahrplanwechsel im Dezember 2021, er soll Uri als Wohnkanton attraktiver machen.
| Bevölkerungsentwicklung | Bevölkerungsentwicklung | Bevölkerungsentwicklung | Bevölkerungsentwicklung | Bevölkerungsentwicklung | Bevölkerungsentwicklung | Bevölkerungsentwicklung | Bevölkerungsentwicklung | Bevölkerungsentwicklung | Bevölkerungsentwicklung | Bevölkerungsentwicklung | Bevölkerungsentwicklung | Bevölkerungsentwicklung | Bevölkerungsentwicklung | Bevölkerungsentwicklung | Bevölkerungsentwicklung | Bevölkerungsentwicklung |
| ----------------------- | ----------------------- | ----------------------- | ----------------------- | ----------------------- | ----------------------- | ----------------------- | ----------------------- | ----------------------- | ----------------------- | ----------------------- | ----------------------- | ----------------------- | ----------------------- | ----------------------- | ----------------------- | ----------------------- |
| Jahr                    | 1837                    | 1850                    | 1880                    | 1888                    | 1920                    | 1930                    | 1950                    | 1970                    | 1980                    | 1990                    | 2000                    | 2005                    | 2010                    | 2015                    | 2020                    | 2023                    |
| Einwohner               | 1903                    | 2112                    | 2906                    | 2542                    | 4163                    | 4240                    | 6576                    | 8647                    | 8230                    | 8282                    | 8541                    | 8615                    | 8861                    | 9203                    | 9565                    | 10198                   |

### Sprachen
Fast die gesamte Einwohnerschaft spricht als tägliche Umgangssprache Schweizerdeutsch (mit Urner Dialekt), eine Mundart, die zur höchstalemannischen Dialektgruppe gehört. Bei der letzten Volkszählung im Jahr 2000 gaben 88,27 % Deutsch, 4,20 % Serbokroatisch und 2,48 % Italienisch als Hauptsprache an.

### Religionen – Konfessionen
Die Bevölkerung war früher vollumfänglich Mitglied der römisch-katholischen Kirche. Die Konfessionsverhältnisse im Jahr 2000 lassen immer noch die ursprüngliche Struktur erkennen. 6701 Personen waren katholisch (78,46 %). Daneben gab es 7,19 % evangelisch-reformierte und 3,56 % orthodoxe Christen, 4,50 % Muslime und 2,96 % Konfessionslose. 221 Personen (2,59 %) machten keine Angaben zu ihrem Glaubensbekenntnis.

### Herkunft – Nationalität
Von den Ende 2021 9719 Bewohnern waren 8116 (83,51 %) Schweizer Staatsangehörige. Die Zugewanderten stammen mehrheitlich aus Mittel- und Westeuropa (Deutschland 265, Ungarn 49, Österreich 39, Niederlande 23, Polen 15, Slowakei 14 und Tschechien 11 Personen), Südeuropa (Italien 207, Portugal 137 und Spanien 21 Personen), dem ehemaligen Jugoslawien (Serbien 86, Kroatien 83 sowie Bosnien-Herzegowina und Kosovo/Kosova je 23 Personen), der Türkei (114 Personen), Asien (China 67, Afghanistan 48, Syrien 22, Sri Lanka 21 sowie Thailand 11 Personen) und Afrika (Eritrea 96 und Somalia 19 Personen). Bei der Volkszählung 2000 waren 7145 Personen (83,66 %) Schweizer Bürger; davon 274 Personen mit einer doppelten Staatsbürgerschaft.

### Altersstruktur
Die Gemeinde zählt einen hohen Anteil an Personen mittleren Alters (30–59 Jahre; 41,48 %). Der Anteil der Personen unter zwanzig Jahren von 22,71 % der Ortsbevölkerung liegt leicht unter dem Anteil der Personen im Seniorenalter (60 Jahre und älter; 23,25 %). Auffallend ist die geringe Anzahl der Bewohner im Schulalter und der hohe Anteil von jüngeren Senioren zwischen 60 und 79 Jahren.
Bei der letzten Volkszählung im Jahr 2000 ergab sich folgende Altersstruktur:
| Alter  | 0–6 Jahre | 7–15 Jahre | 16–19 Jahre | 20–29 Jahre | 30–44 Jahre | 45–59 Jahre | 60–79 Jahre | 80 Jahre und älter |
| Anzahl | 646       | 896        | 398         | 1072        | 1935        | 1608        | 1497        | 489                |
| Anteil | 7,56 %    | 10,49 %    | 4,66 %      | 12,55 %     | 22,66 %     | 18,83 %     | 17,53 %     | 5,73 %             |

## Politik

### Legislative
Gesetzgebendes Organ der Gemeinde Altdorf ist der Schweizer Kanton Uri. Die offene Dorfgemeindeversammlung, welche zweimal jährlich stattfindet, regiert die örtlichen Verwaltungsapparate und regelt regionale Aufgaben.

### Exekutive
Als ausführendes Organ (Exekutive) leitet der siebenköpfige Gemeinderat die Geschicke der Gemeinde. Vorsteher des Gemeinderates (Gemeindepräsident) ist Sebastian Züst (SP). Dem Gemeinderat gehören ferner an: Ruedi Bomatter (Gemeindevizepräsident, CVP-Die Mitte), Marlies Rieder-Dettling (Verwalterin, CVP-Die Mitte), Lorenz Jud (FDP.Die Liberalen), Werner Walker (FDP.Die Liberalen), David Arnold (CVP-Die Mitte) und Marian Balli (SP) (Stand März 2025).

### Städtepartnerschaften
Altdorf UR unterhält eine informelle Städtepartnerschaft mit:
- Altdorf bei Nürnberg, Deutschland

Die Kontakte gehen auf die Schweizer Nachkriegshilfe zugunsten der notleidenden Bevölkerung zurück und bestehen seit 1947. Weitere Berührungspunkte sind die Schiller-Festspiele (Wallenstein-Festspiele in Altdorf bei Nürnberg, Tellspiele in Altdorf UR) und das nahezu identische Wappen.

## Wappen und Fahne
Beschreibung: Gespalten von Gelb mit halbem, rotbewehrtem und -gezungtem schwarzem Adler am Spalt und von Rot mit zwei weissen Linksschrägbalken.

## Wirtschaft
In Altdorf gibt es 769 Arbeitsstätten mit insgesamt 6681 Beschäftigten (5091 Vollzeitäquivalente). Davon entfallen 4671 Beschäftigte bzw. 69,9 % auf den Dienstleistungsbereich. 1901 Personen bzw. 28,5 % der Beschäftigten sind in Industrie und Gewerbe tätig, während auf die Land- und Forstwirtschaft noch 109 Beschäftigte (1,6 %) entfallen.
Die wichtigsten Arbeitgeber sind die Dätwyler AG, die Kantonale Verwaltung und das Kantonsspital Uri. Rund 38 % aller Arbeitsstellen im Kanton werden in Altdorf angeboten.
2078 Personen verrichten ihre Arbeit als Wegpendler ausserhalb von Altdorf, grösstenteils in anderen Gemeinden des Kantons Uri. Umgekehrt wurden 2014 in Altdorf 3688 Zupendler gezählt.

## Geschichte
Einzelfunde auf dem Gemeindegebiet von Altdorf gehen bis in die Bronzezeit zurück und häufen sich ab der späten La-Tène-Zeit. Die Anwesenheit von Alemannen ist für das 7. Jahrhundert nachgewiesen. Die frühste Erwähnung des Orts als Alttorf stammt aus dem Jahre 1223; der Ortsname ist allem Anschein nach eine Zusammensetzung aus den Wörtern alt und dorf und könnte darauf hinweisen, dass zur Zeit der alemannischen Einwanderung schon eine geschlossene Siedlung bestand. Altorf ist eine frühere Schreibweise.
Altdorf brannte 1400, 1693 und 1799 ganz oder teilweise nieder. Eine Darstellung aus dem letztgenannten Jahr zeigt, wie französische Soldaten löschen helfen, während regierungsfeindliche Bauern rauchend zuschauen, wie 390 Gebäude zerstört werden und ein Schaden von 3 Millionen Gulden entsteht. Nach dieser Katastrophe wurde das Rathaus von Uri 1805/08 durch Architekt Niklaus Purtschert neu erbaut.
1899 wurde die Klausenpassstrasse eröffnet, die von Altdorf aus durch das Schächental und über den Klausenpass (1948 m) nach Linthal im Kanton Glarus führt.
Laut Friedrich Schillers Schauspiel Wilhelm Tell war Altdorf der Schauplatz des legendären Apfelschusses: Weil der Freiheitsheld sich weigert, den Hut des Landvogts Gesslers zu grüssen, zwingt ihn dieser, einen Apfel vom Kopf des eigenen Sohnes zu schiessen. Dies soll sich auf dem Altdorfer Marktplatz ereignet haben, wo deswegen 1895 am Fusse eines alten Turms (Türmli) das Telldenkmal errichtet wurde, das Tell und seinen Sohn in Bronze zeigt. In der Nähe wurde 1899 wurde das Tellspielhaus eröffnet mit dem alleinigen Zweck, Schillers Stück aufzuführen.

### Historische Ansichten

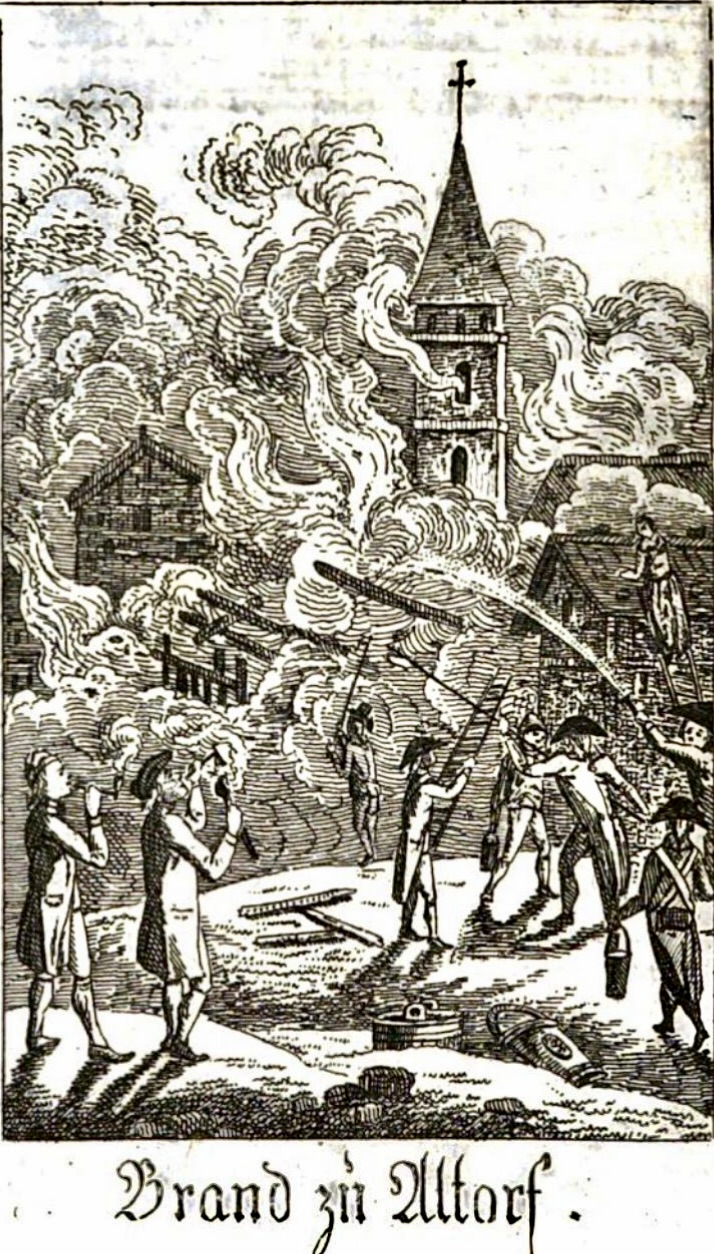
Brand von 1799: Franzosen helfen, Bauern rauchen
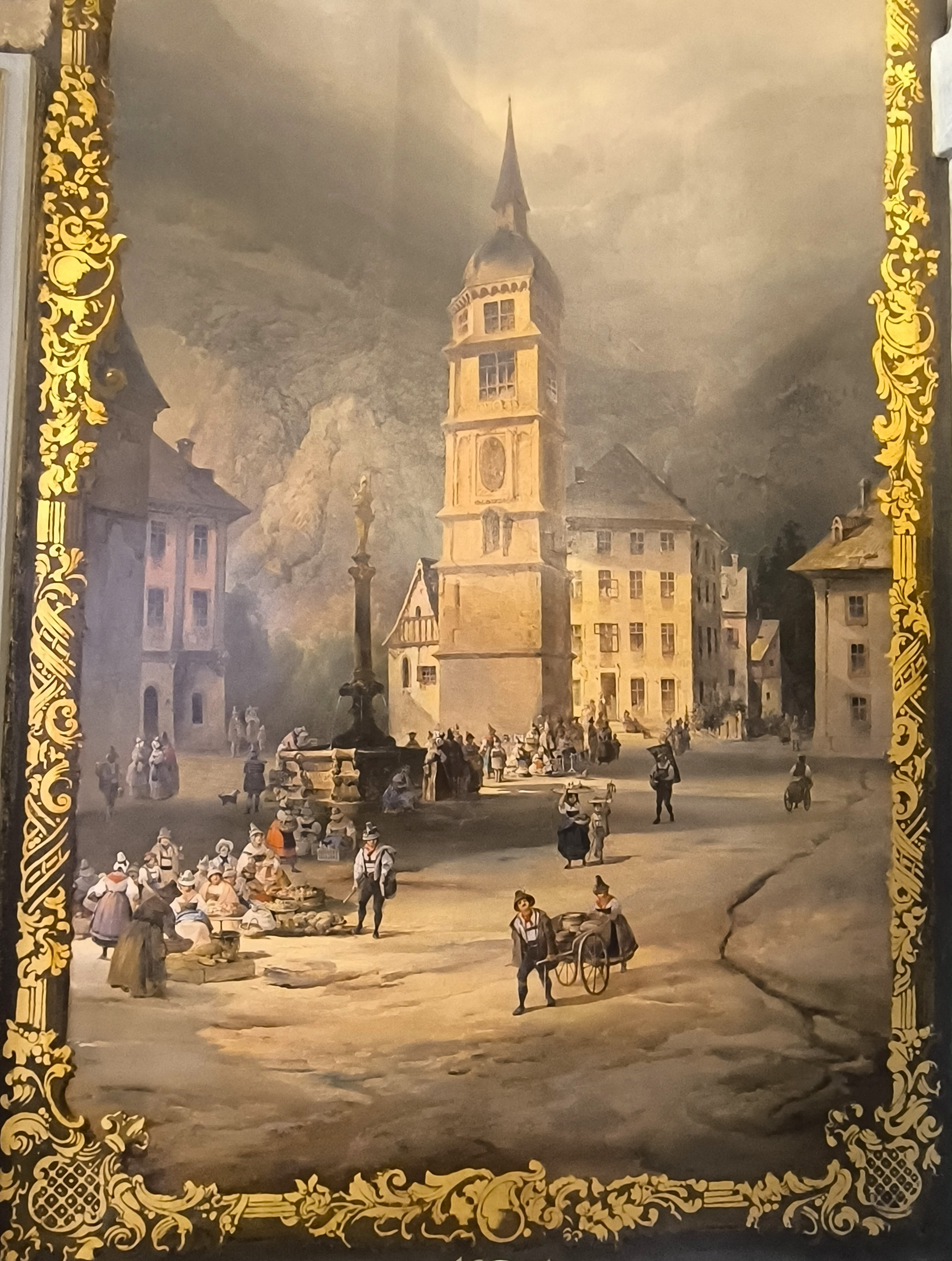
Altdorf um 1847, Josef Navrátil, Prag, Haus Nr. 1239-II
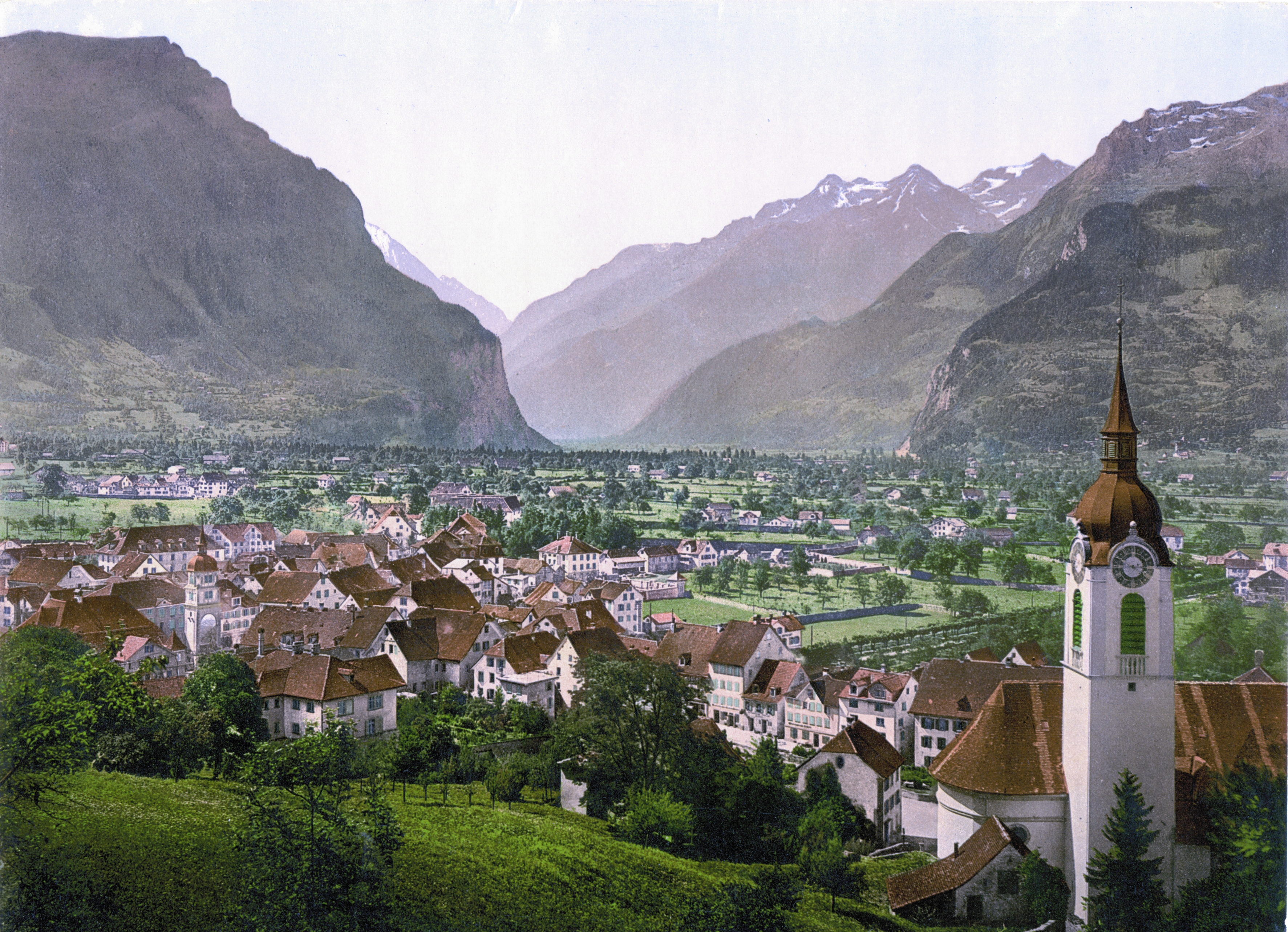
Altdorf um 1900
Telldenkmal 1906
Telldenkmal (Detail) 1906
Luftbild von 1922 aus 400 m Höhe, Walter Mittelholzer

## Kultur

### Theater
Altdorf verfügt über zwei öffentliche Theater sowie über mehrere Theatergruppen:
- theater(uri) Tellspielhaus Altdorf: Das theater(uri) stammt aus der Zeit um 1865 und diente bis 1924 als Gemeindehaus. 1925 wurde es auf die heutige Grösse zum Tellspielhaus Altdorf erweitert. Primär stand die Aufführung des Schauspiels Wilhelm Tell von Friedrich Schiller im Vordergrund. 1999 ging das theater(uri) ins Eigentum der Gemeinde Altdorf über. Diese übertrug den Betrieb des Hauses dem forum theater(uri). Dieses ist heute die grösste Kulturstätte des Kantons und nimmt in der Zentralschweizer Kulturszene einen wichtigen Platz ein.
- Kellertheater im Vogelsang: Kleintheater, gegründet 1969. In zwei alten Kellergewölben finden Veranstaltungen diverser Stilrichtungen statt. Die Saison dauert von September bis Juni und umfasst 25 bis 30 Anlässe.
- forum musikbühne uri: Das 2005 gegründete forum musikbühne uri pflegt die zeitweise in Uri verschüttete Operettentradition und bringt in unregelmässigem Rhythmus Musicals und Operetten zur Aufführung.
- Theatergruppe Eigägwächs: Sie ist eine bunt zusammengewürfelte Gruppe von Theaterbegeisterten. Es besteht eine enge Verknüpfung mit der Kinder- und Jugendtheatergruppe Märlibühne Altdorf, die seit 1988 zahlreiche Stücke zur Aufführung gebracht hat.
- Theatergruppe Momänt & Co. Sie wurde 1992 gegründet. Sie zeigt in der Regel alle zwei Jahre engagiertes, anspruchsvolles Volkstheater.

### Museen
- Historisches Museum Uri: Es wurde 1906 durch Architekt Wilhelm Hanauer, Luzern, erbaut. 1938 wurde dem Gebäude eine Waffenhalle angebaut. In den Jahren 1998–2000 erfolgte die denkmalpflegerische Restaurierung des Altgebäudes sowie ein Um- und Ausbau. Nebst der ständigen Ausstellung findet alljährlich mindestens eine Wechselausstellung statt.
- Haus für Kunst Uri: Dieses wurde im Jahr 2004 eröffnet. Es bietet auf drei Geschossen, in einer Erweiterungshalle und in einem grosszügigen Hof Raum für zeitgenössische Ausstellungen. Neben dem  Ausstellungsprogramm mit überregionaler Ausstrahlung wird das Werk des Urner Künstlers Heinrich Danioth (1896–1953) besonders gewürdigt.
- Kirchenschatzmuseum St. Martin: Seit 1982 ist der kostbare Kirchenschatz der Pfarrei St. Martin Altdorf im Pfarreizentrum öffentlich zugänglich.
- Türmli Altdorf: Das Türmli ist ein mittelalterlicher Wohnturm und wurde im frühen 16. Jahrhundert zu einem Rathaus-Campanile umfunktioniert. Beim Türmli war auch der öffentliche Pranger aufgestellt. 1895 wurde vor dem Türmli das Telldenkmal von Richard Kissling eingeweiht. Das Türmli ist seit 2011 öffentlich zugänglich und enthält eine kleine Ausstellung.

### Kino
- Kino Leuzinger: Ein Kino existiert in Altdorf seit 1925. Damals eröffnete der Kino-Pionier Willy Leuzinger[16] aus Rapperswil im Tellspielhaus das erste feste Kino im Kanton Uri. 1964 wurde ein Neubau errichtet. Das moderne, elegante Lichtspieltheater mit 490 Sitzplätzen erfuhr 2008 eine sanfte Renovation.

### Bibliothek
Die Kantonsbibliothek Uri ist die allgemeine öffentliche Bibliothek in Uri und bietet ein vielfältiges Medienangebot. Gleichzeitig sammelt und erschliesst die Kantonsbibliothek lokale Publikationen aller Art. Die Kantonsbibliothek Uri wird von einer Stiftung getragen. Die wichtigsten Geldgeber sind der Kanton Uri und die Gemeinde Altdorf.

## Sehenswürdigkeiten
Das Dorfbild zeichnet sich durch prächtige Herrenhäuser und von heimgekehrten Söldnerführern errichtete Palazzi aus. Gut erhalten ist zum Beispiel der Herrensitz Im Eselmätteli (1684/85) mit einer reichen Innenausstattung aus der Zeit des Spätbarock und Rokoko.
Ein besonderes Ensemble ist der Kirchenbezirk, bestehend aus der Pfarrkirche St. Martin, der Beinhauskapelle St. Anna, der Ölbergkapelle und dem Friedhof.
Oberhalb des Ortes befindet sich das älteste Kapuzinerkloster der Schweiz, zugleich das erste Kapuzinerkloster, das nördlich der Alpen errichtet wurde, aus dem Jahre 1581. Im Jahre 2009 verliessen die letzten Kapuziner das Kloster. Heute ist das Kapuzinerkloster Altdorf ein Kulturkloster. Kapuzinerinnen waren von 1677 bis 2004 ebenfalls im Ort vertreten. Für das Kapuzinerinnenkloster Altdorf wird eine Nachnutzung gesucht.

### Gebäude

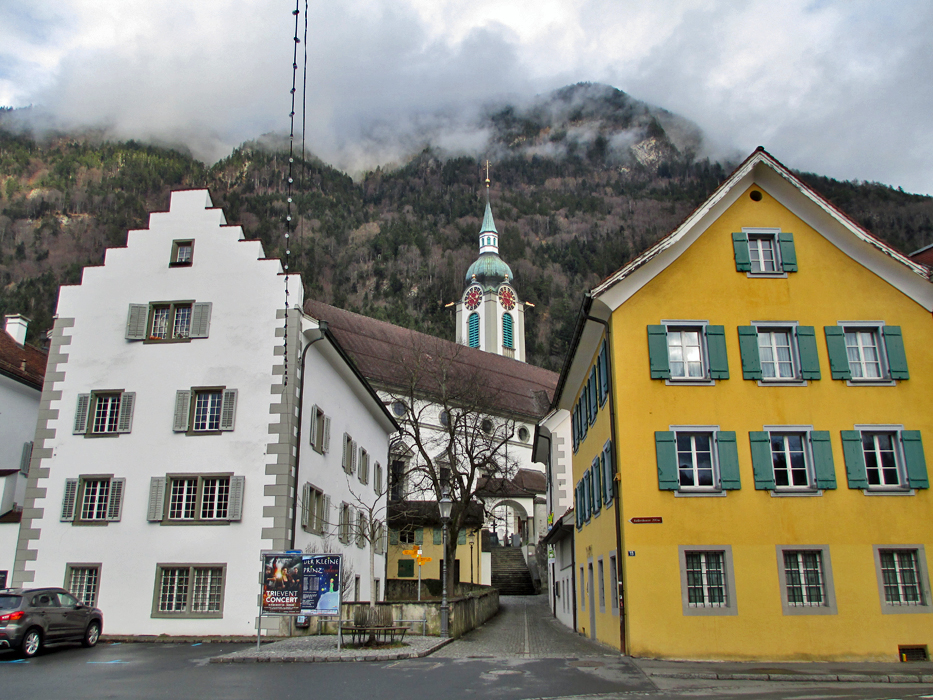
Fremdenspital und Pfarrkirche St. Martin
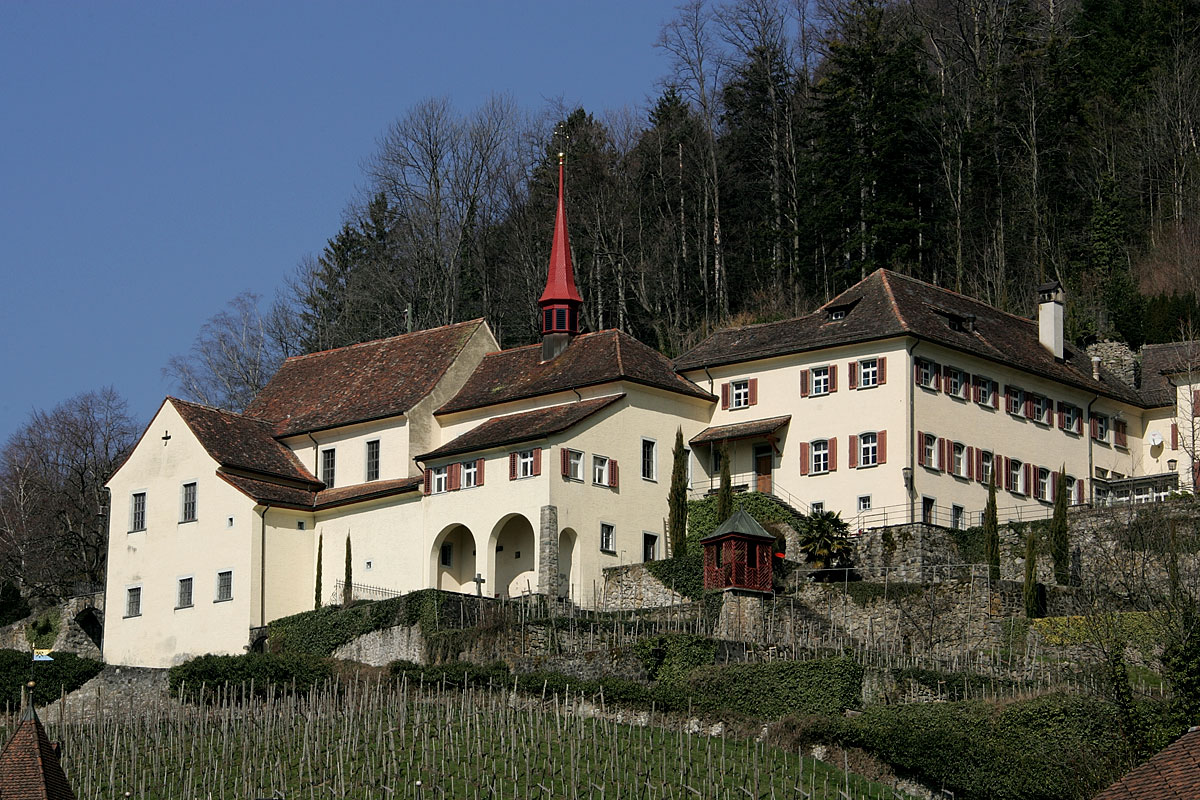
Kapuzinerkloster bei Allen Heiligen
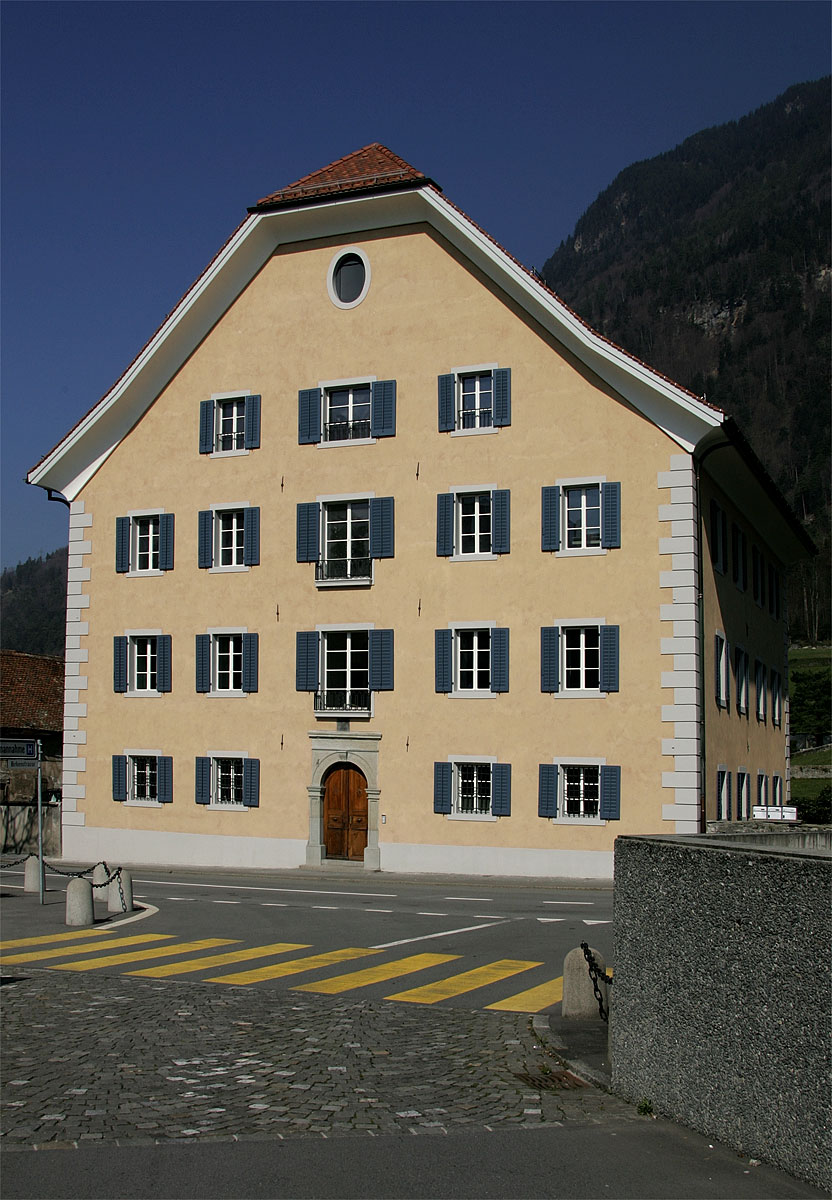
Haus Bessler, Herrengasse 16
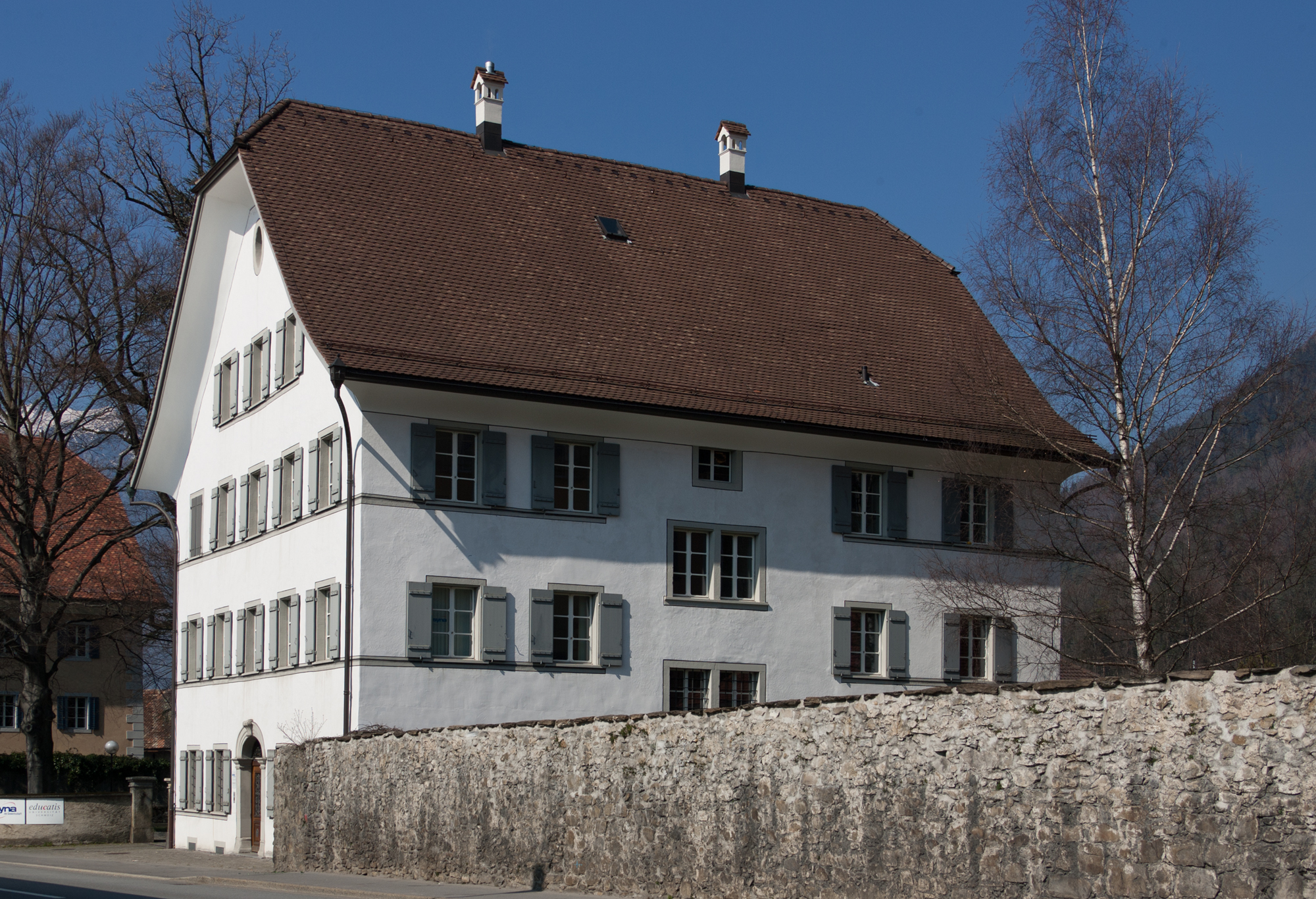
Haus Vinzenz Müller, Herrengasse 14
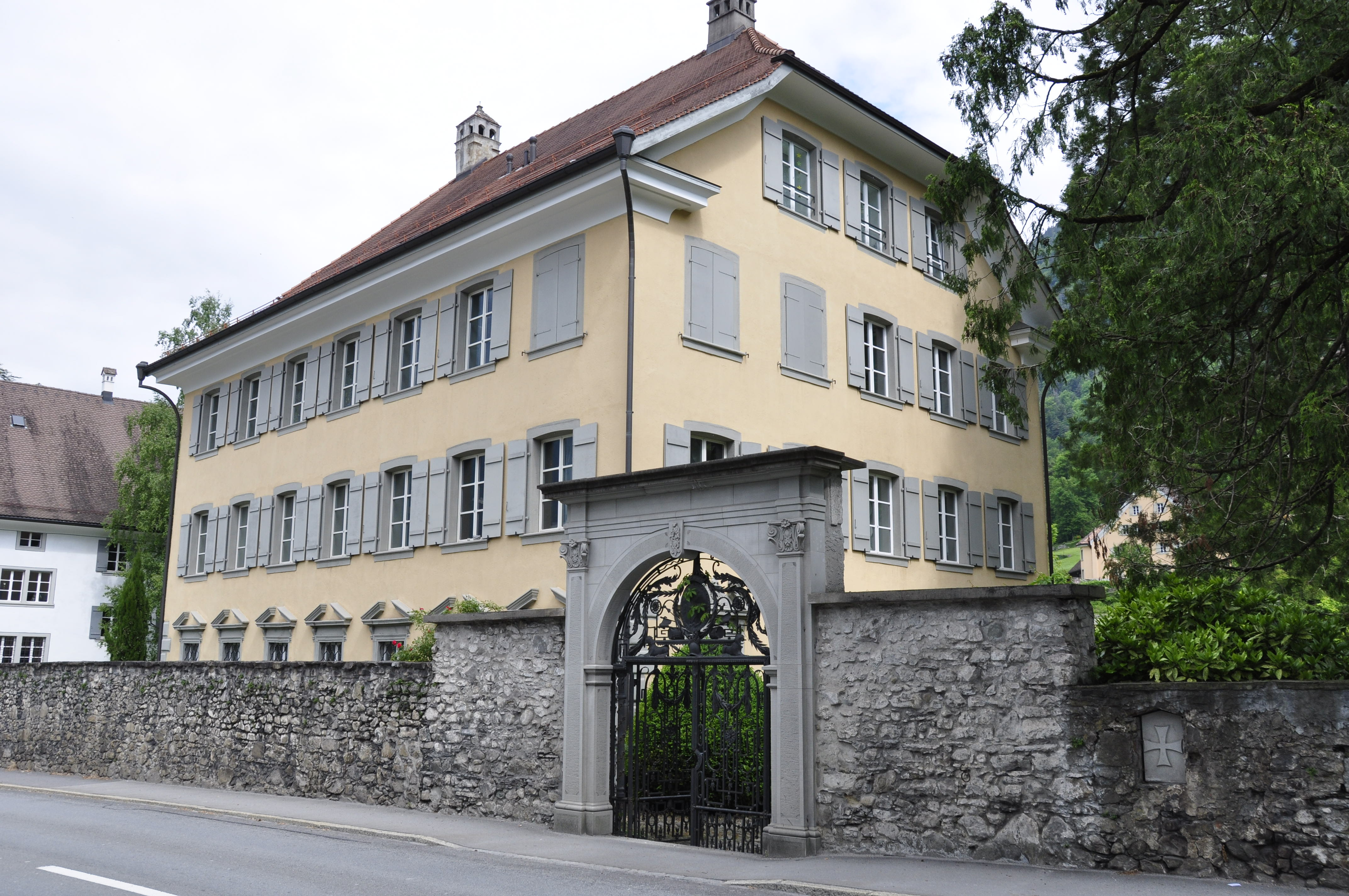
Haus Dominik Epp, Herrengasse 12
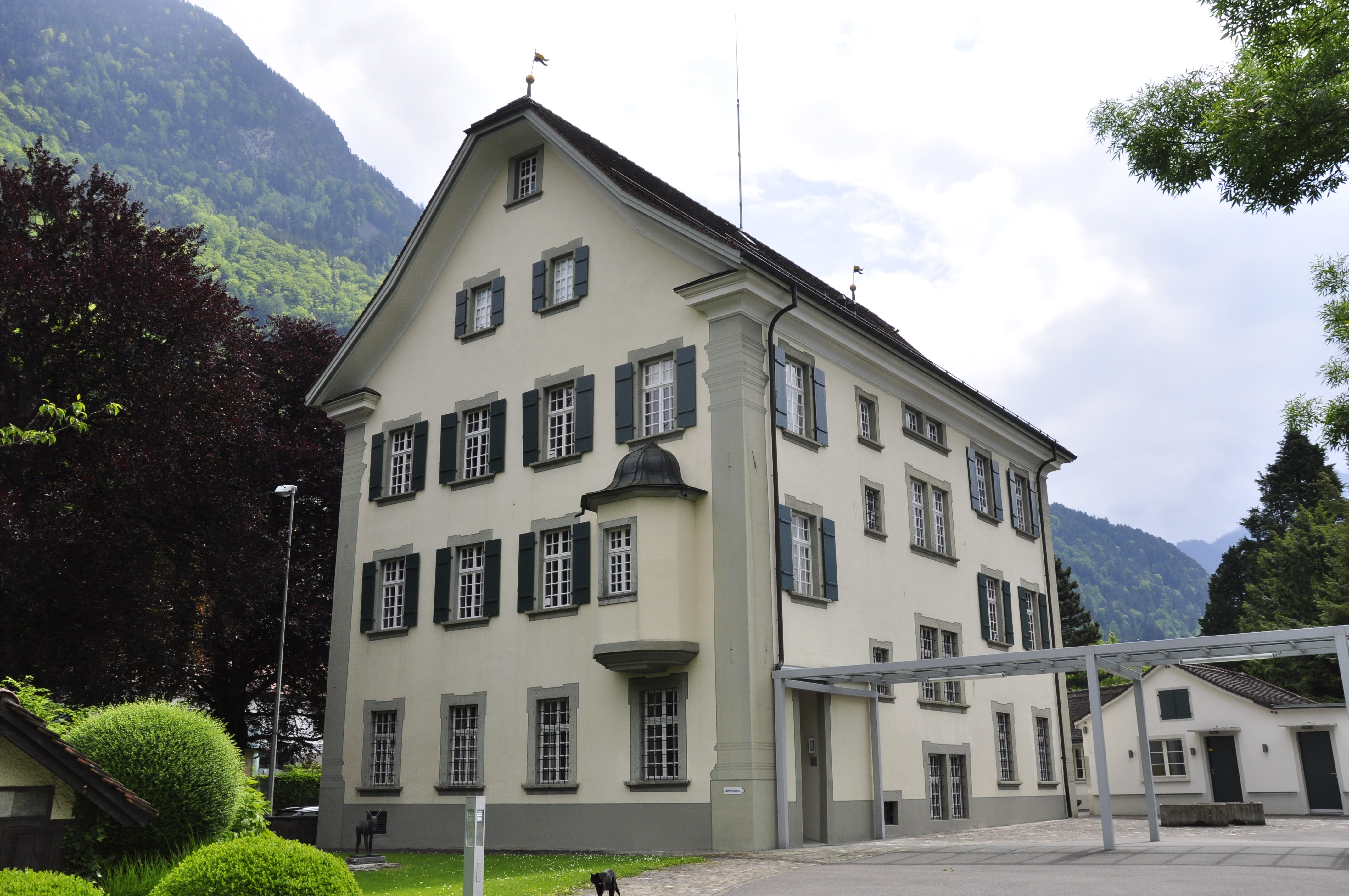
Haus im Eselmätteli (erbaut: 1684/85), Herrengasse 1
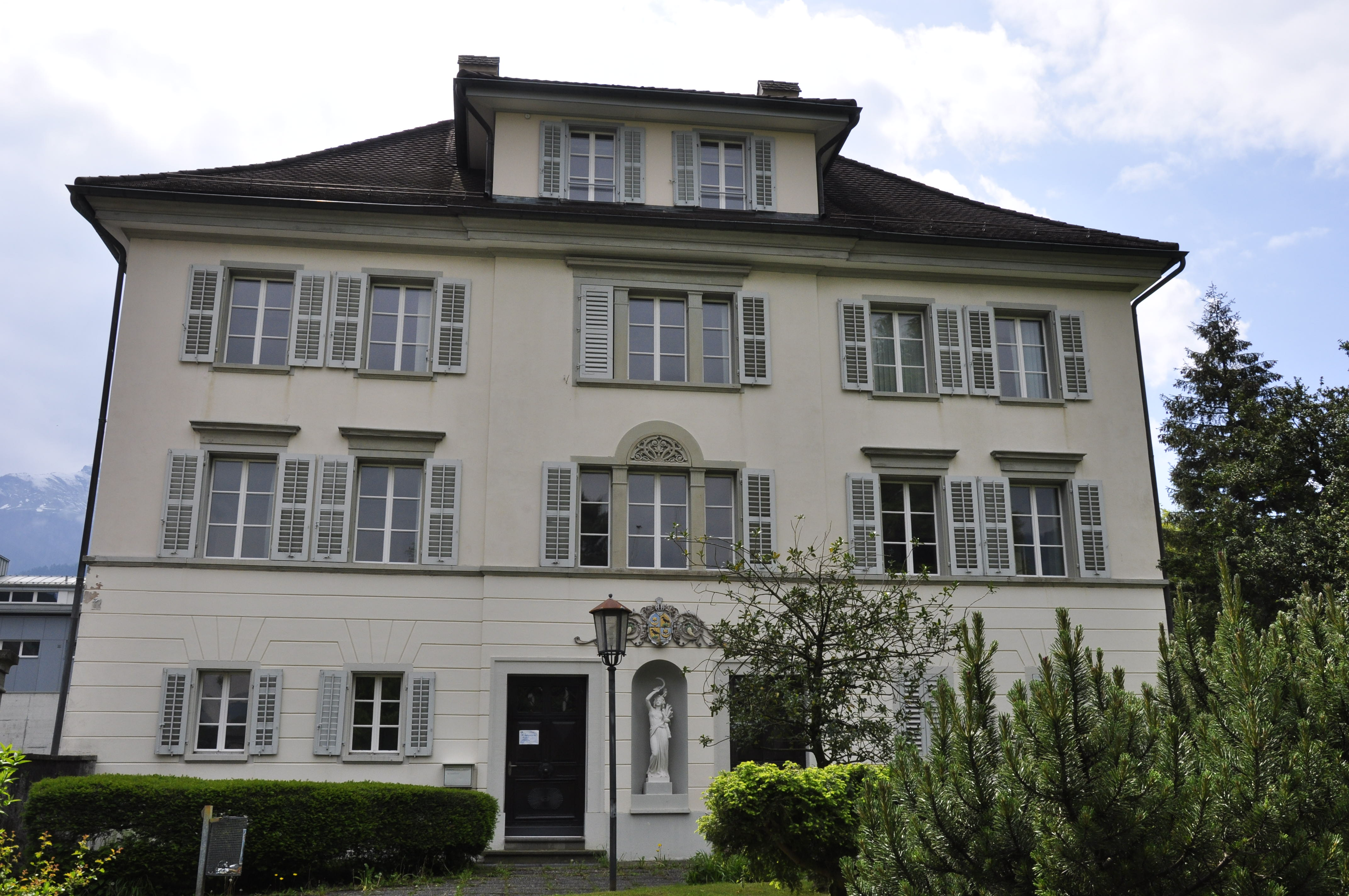
Haus Winterberg
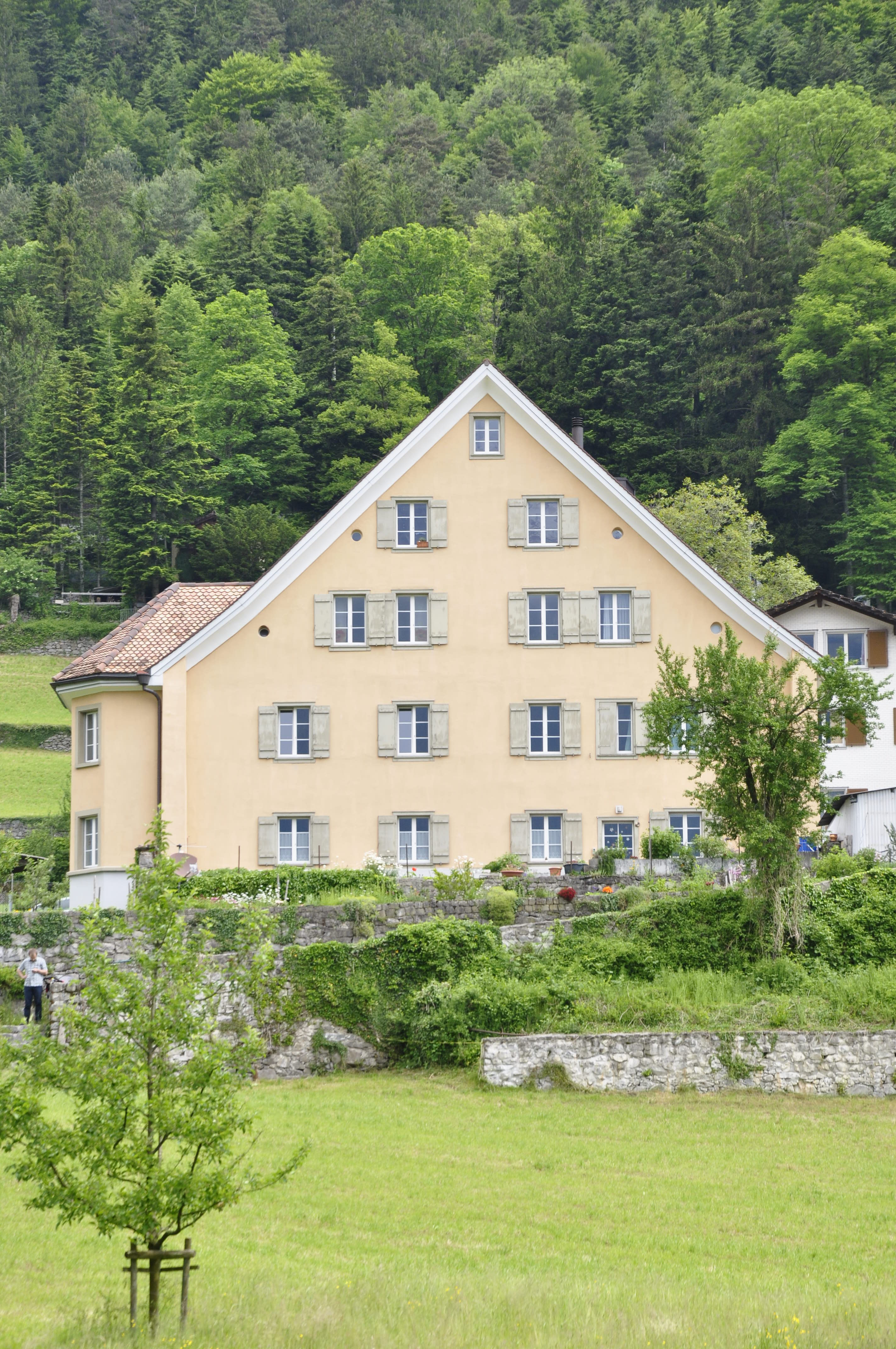
Äusseres Vogelsang, Schybenplätzliweg 4
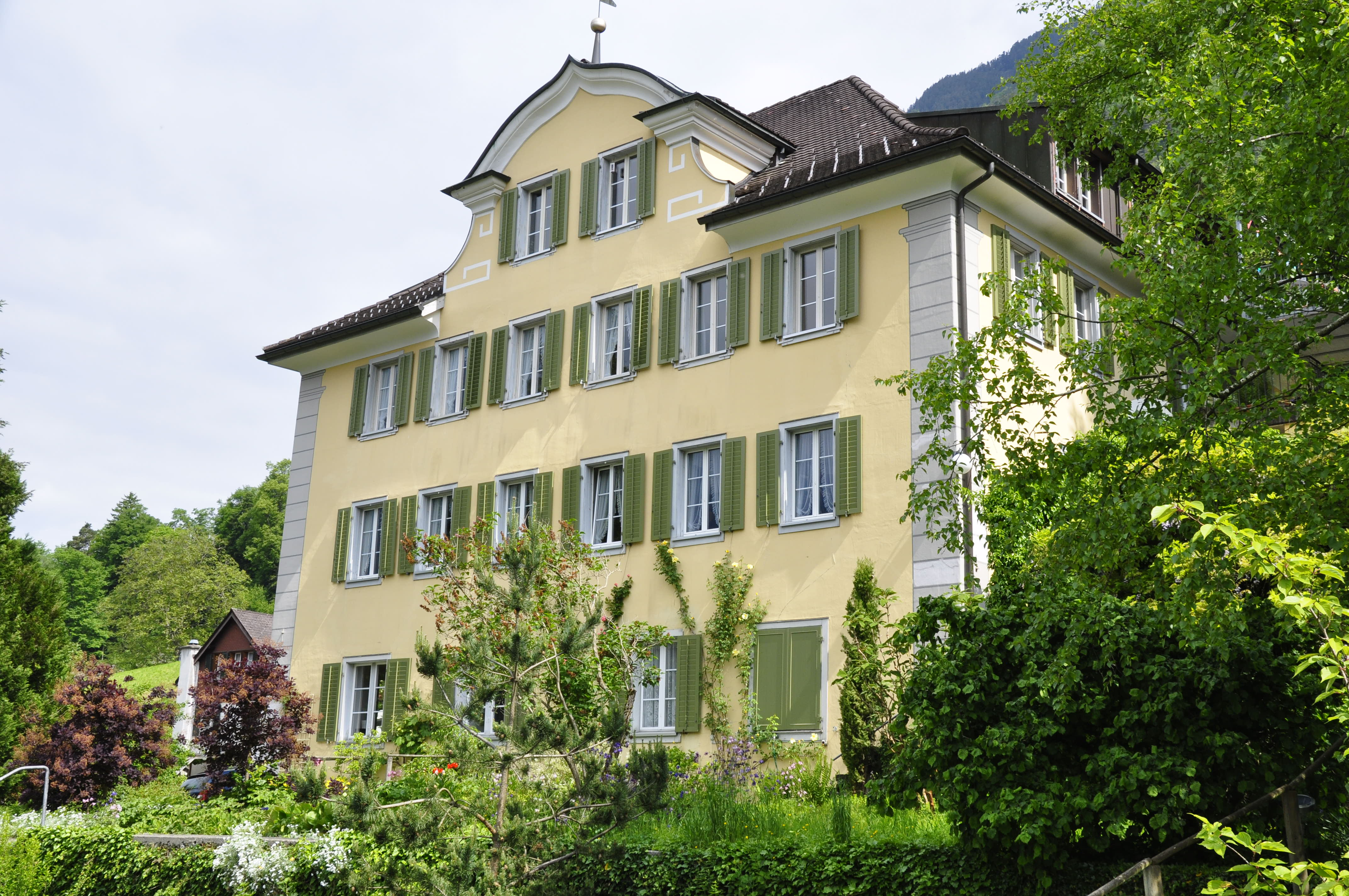
Oberes Vogelsang
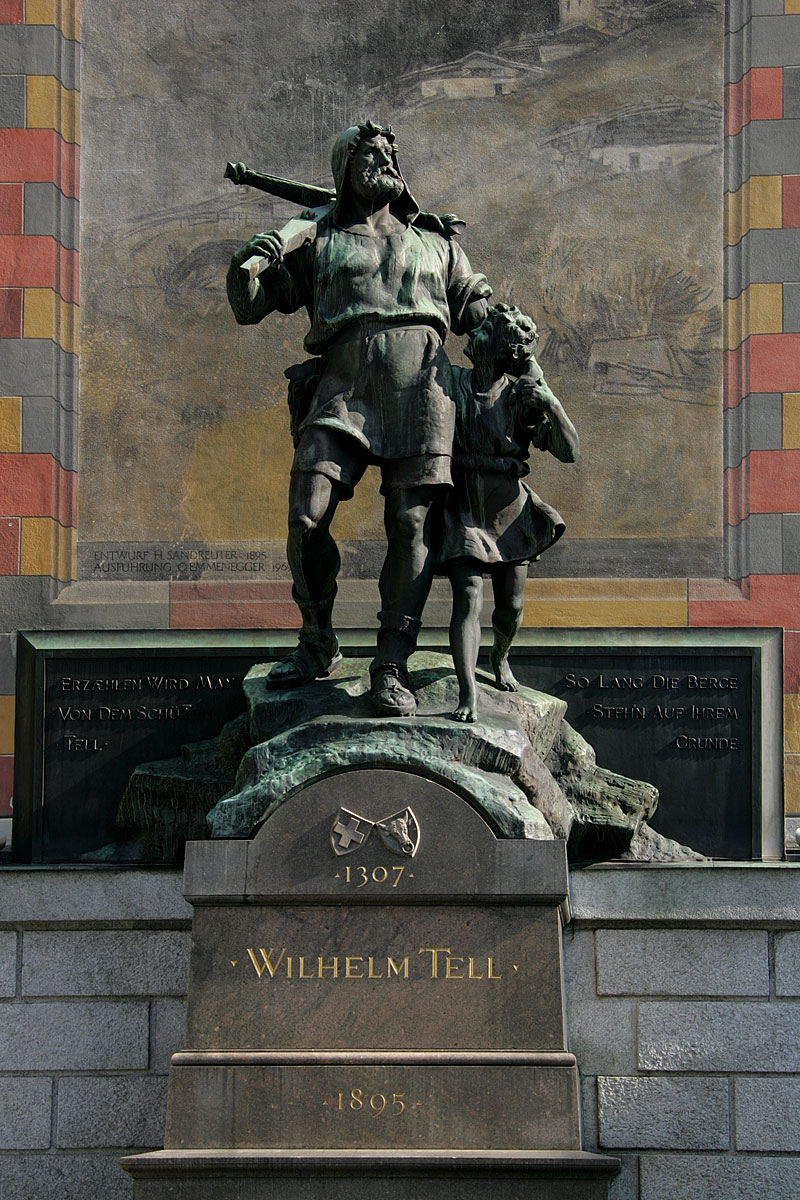
Telldenkmal auf dem Rathausplatz
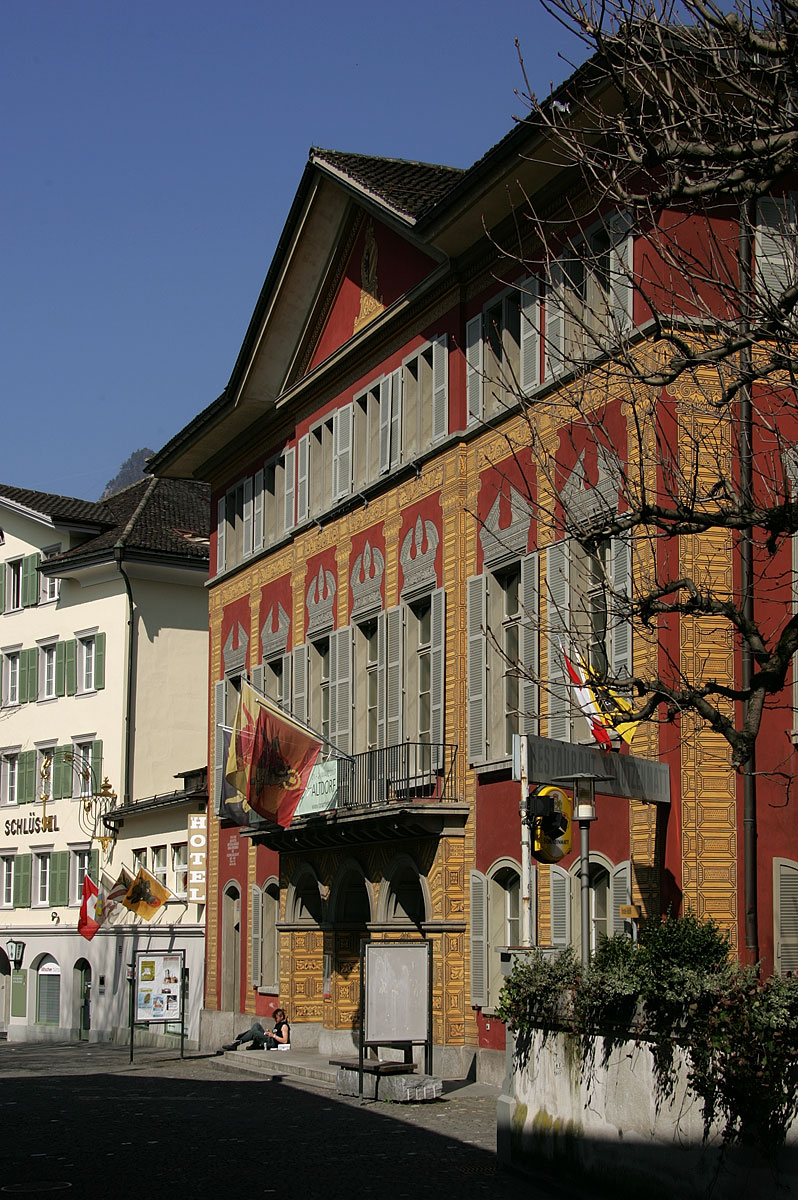
Tellspielhaus in Altdorf
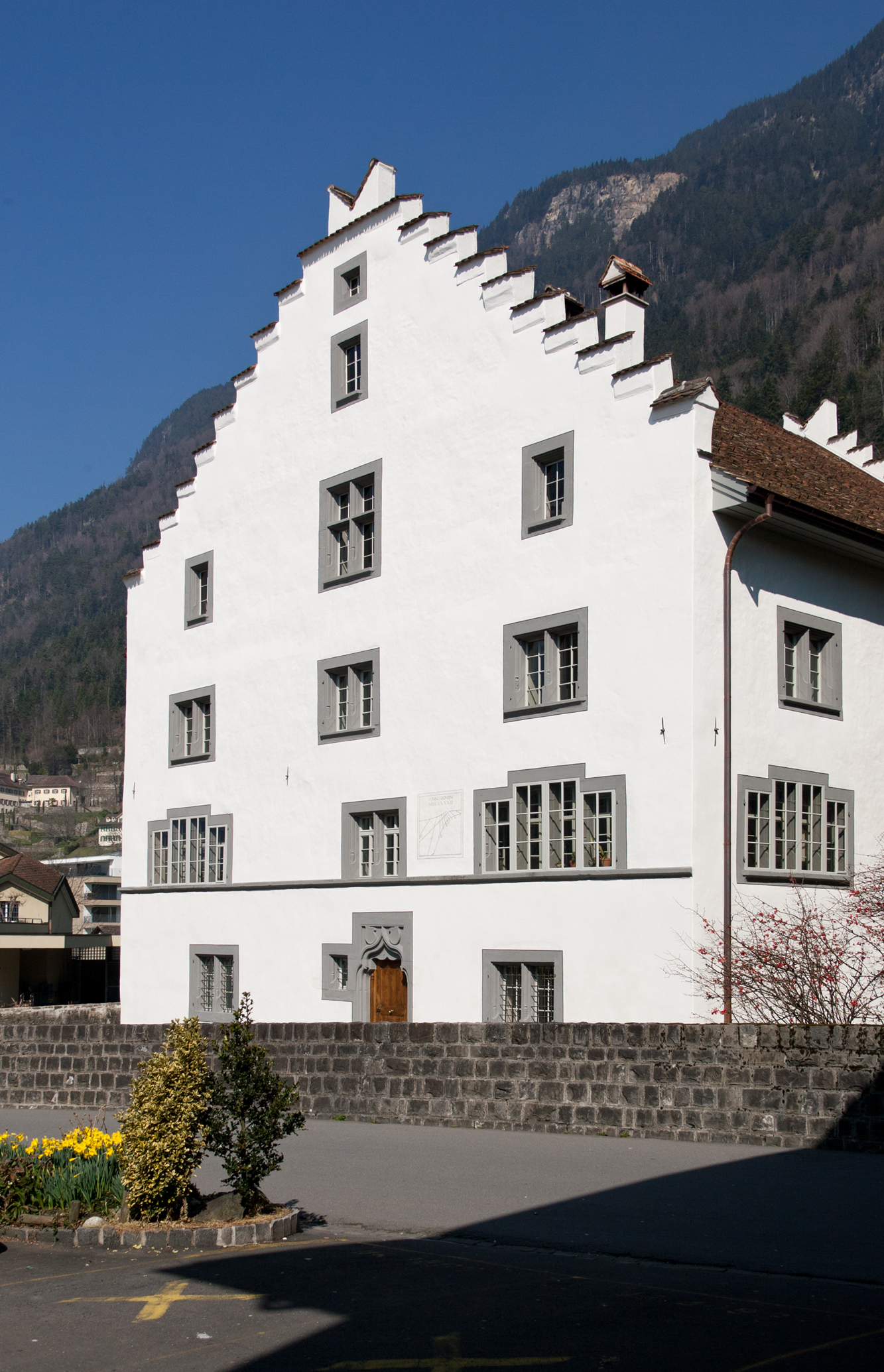
Haus Jauch, Hellgasse 9, heutiges Suworow-Haus, im Besitz der Stiftung Karl Jauch
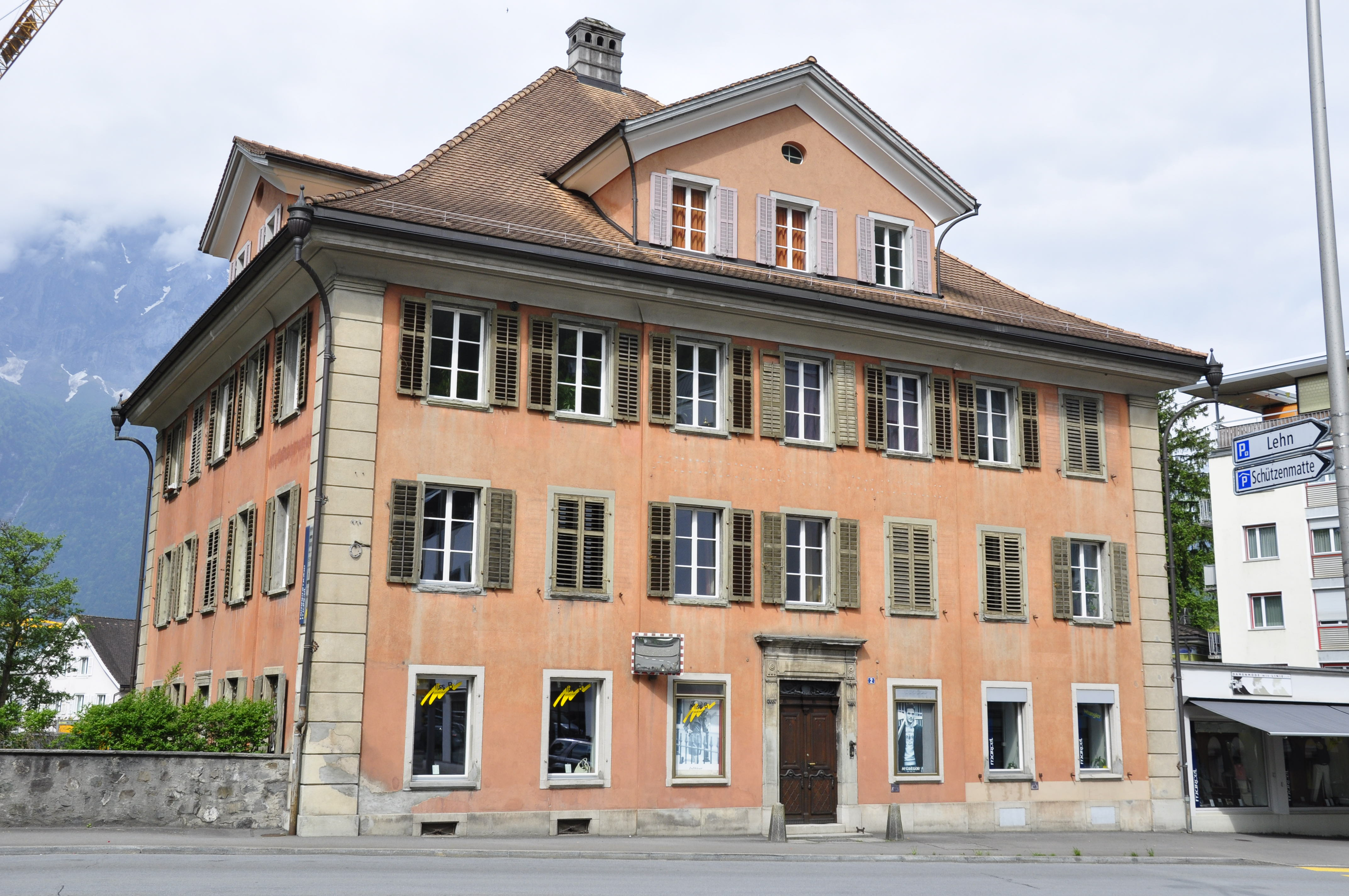
Haus Muheim (erbaut: 1803/04), Gotthardstrasse 2
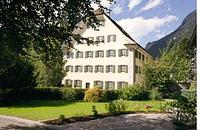
Haus Schmid (heute: Sitz der Korporation Uri), Gotthardstrasse 3
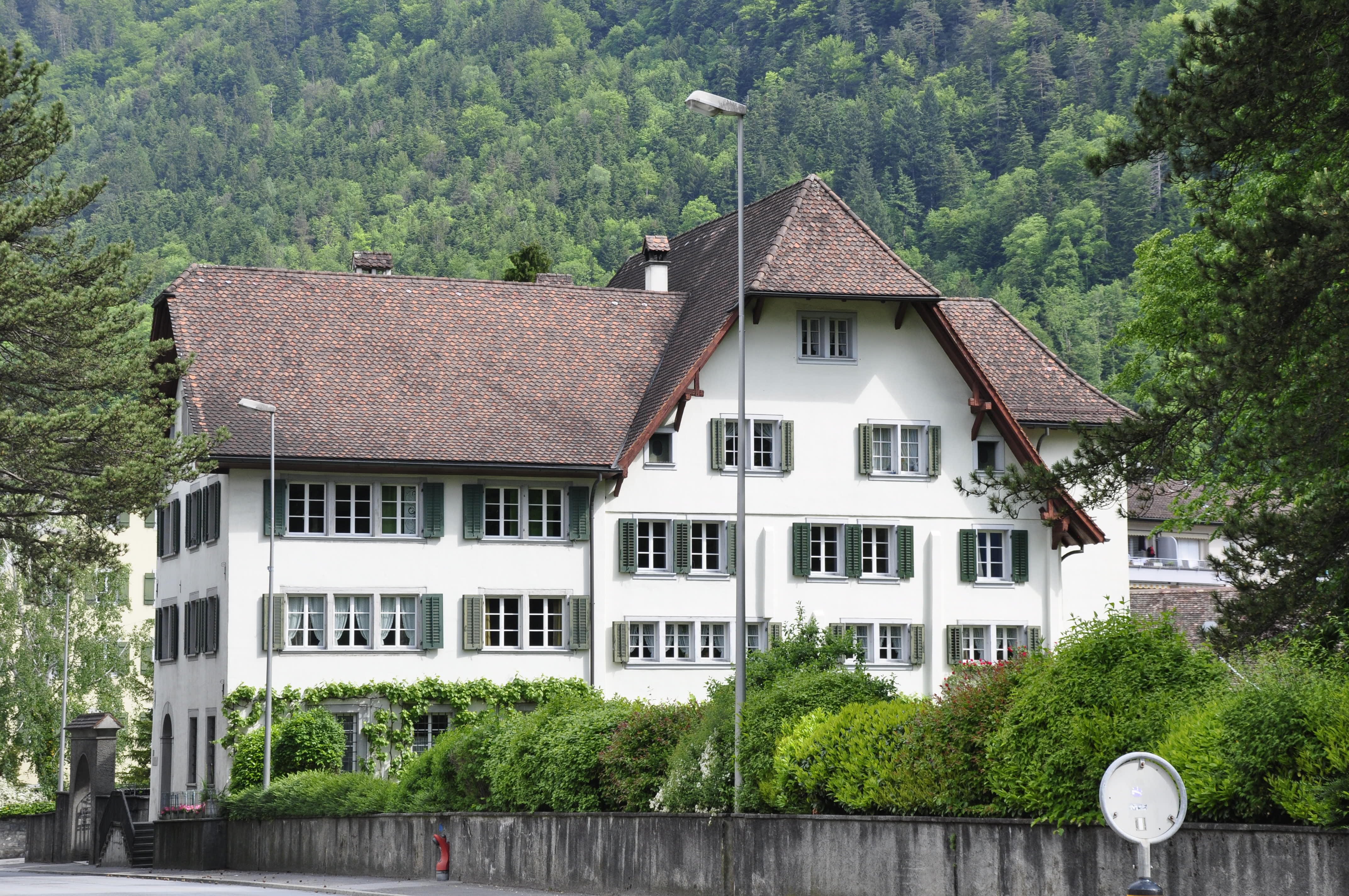
Haus Lusser (erbaut: 1560, Anbau frühes 18. Jh.), Gotthardstrasse 9
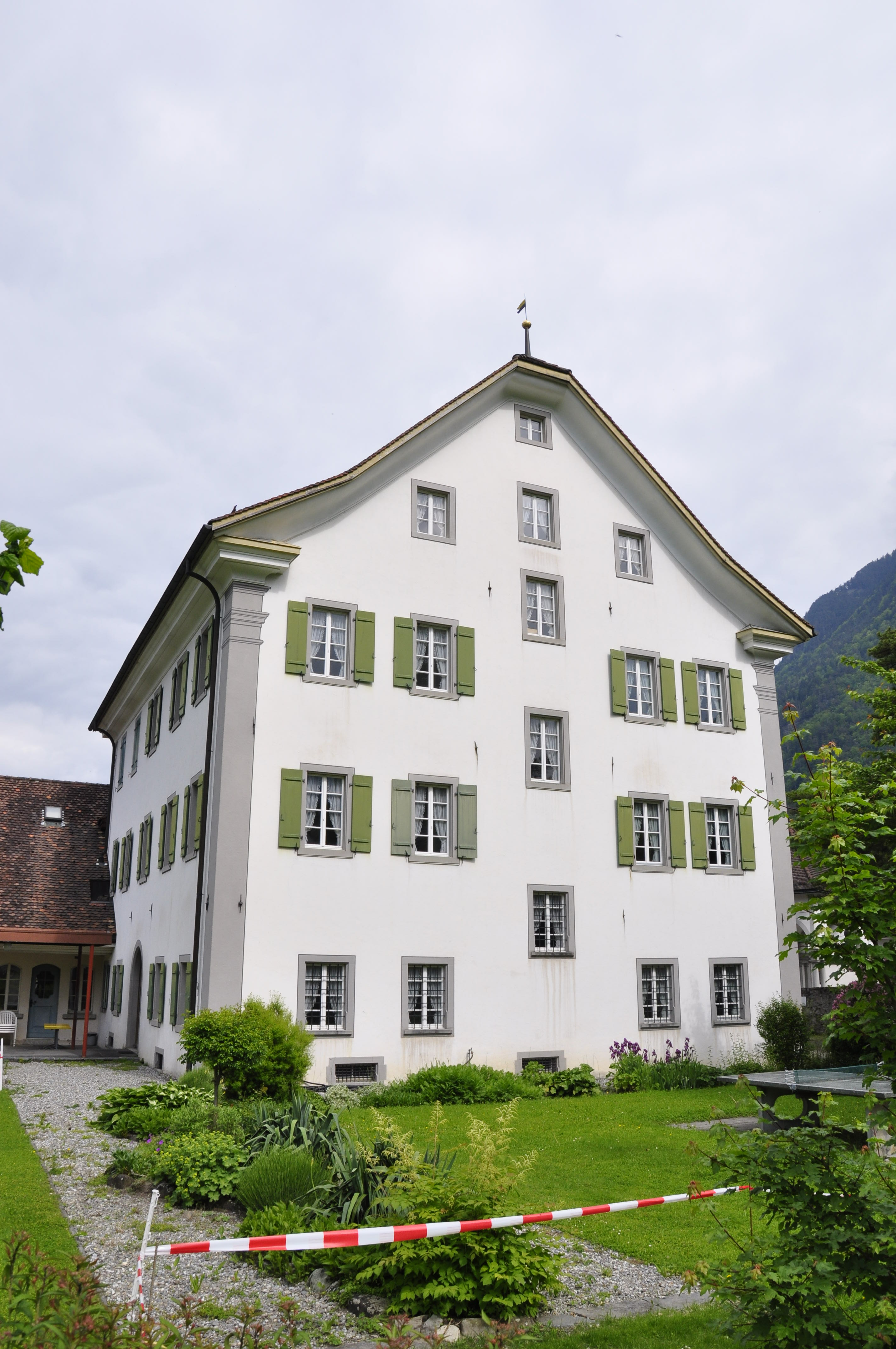
Haus beim Oberen Hl. Kreuz (Haus Stoffelmatte), Gotthardstrasse 14
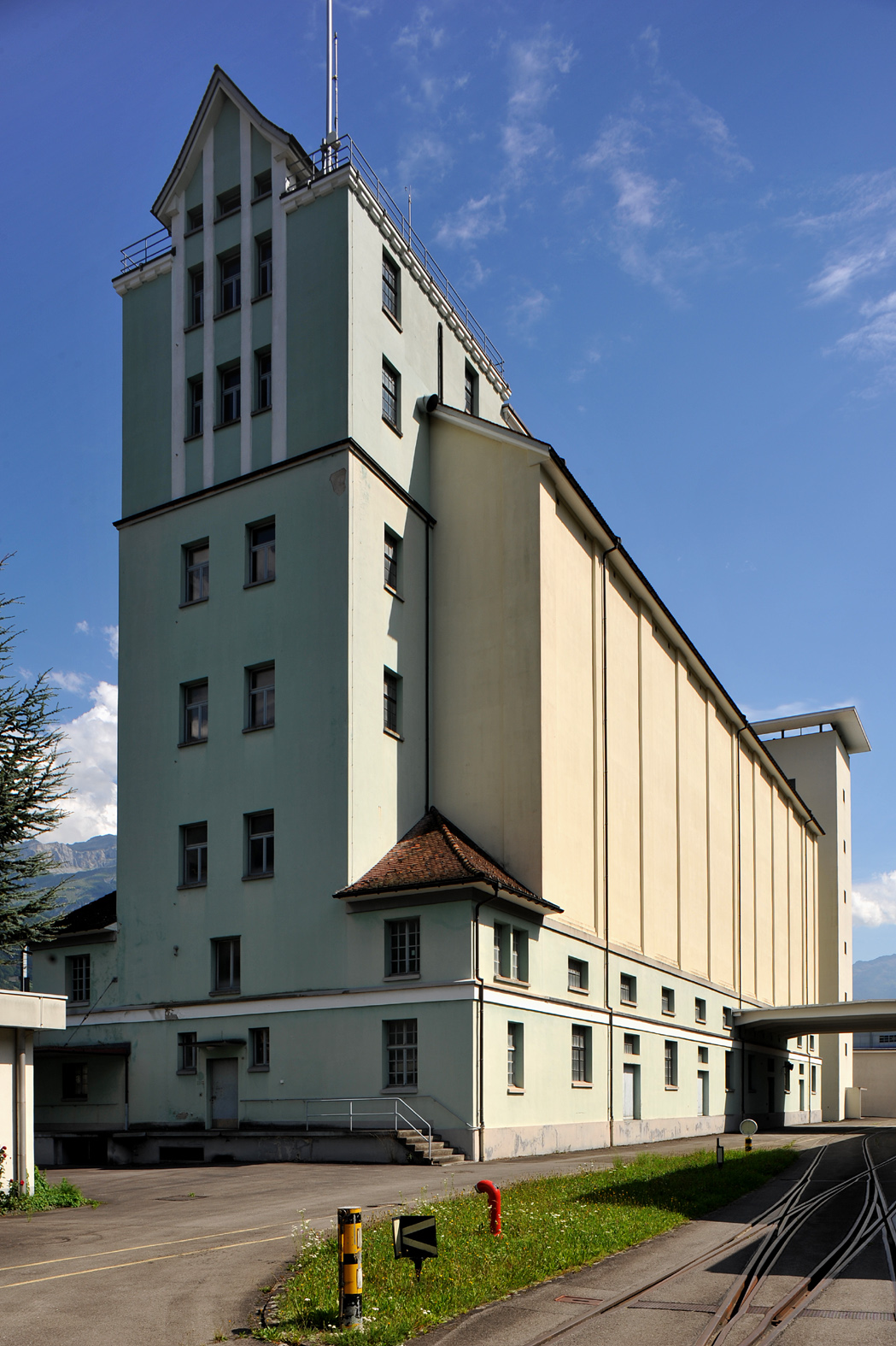
Eidg. Getreidesilo, 1912/13 (Architekt: Eduard Züblin)
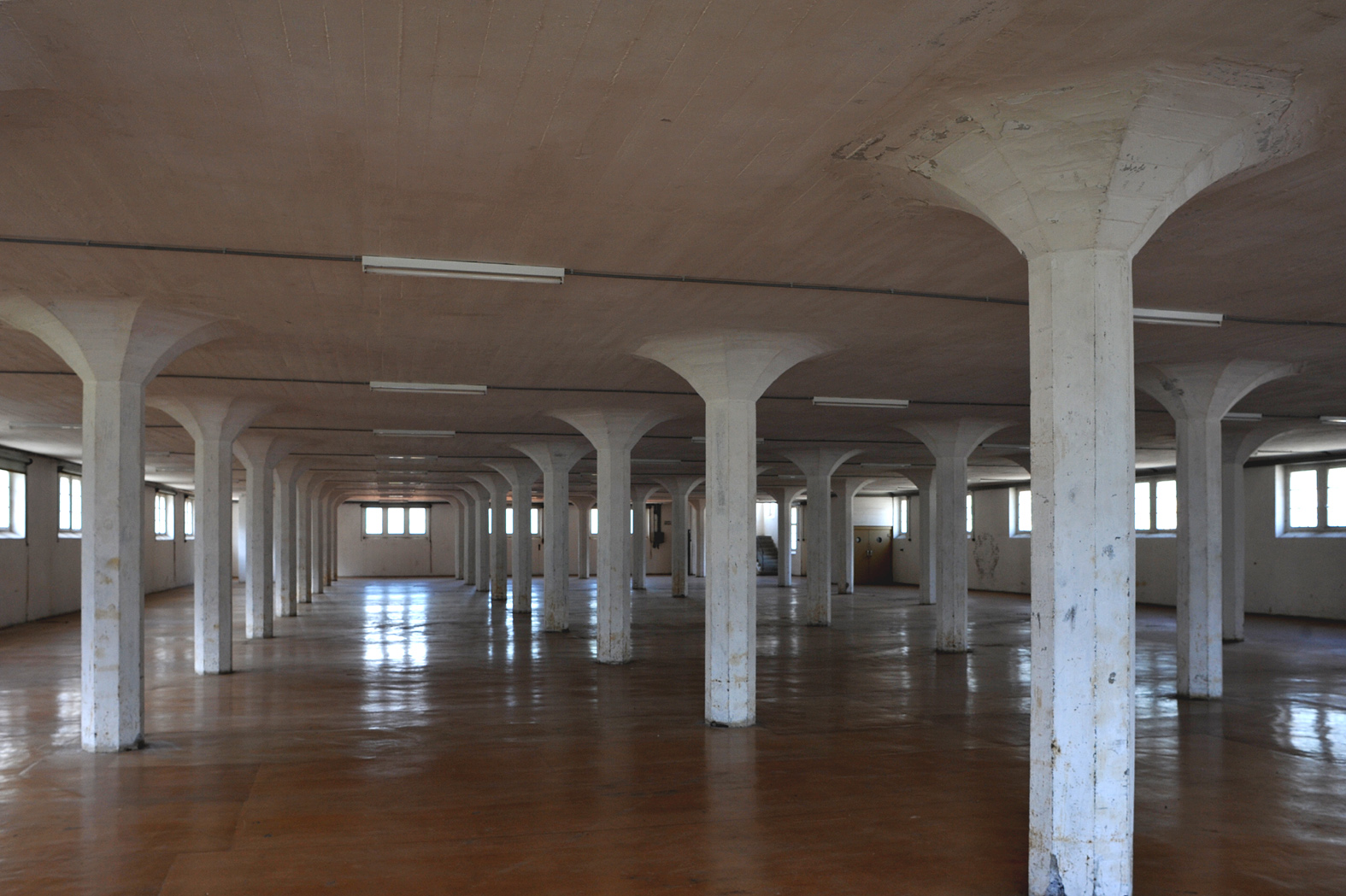
Eidg. Getreidelager, 1912 (Architekt: Robert Maillart)
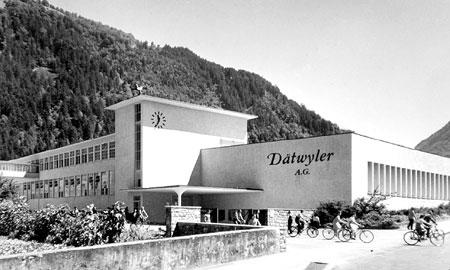
Gummifabrik Dätwyler AG, 1947 (Architekt: Otto R. Salvisberg)
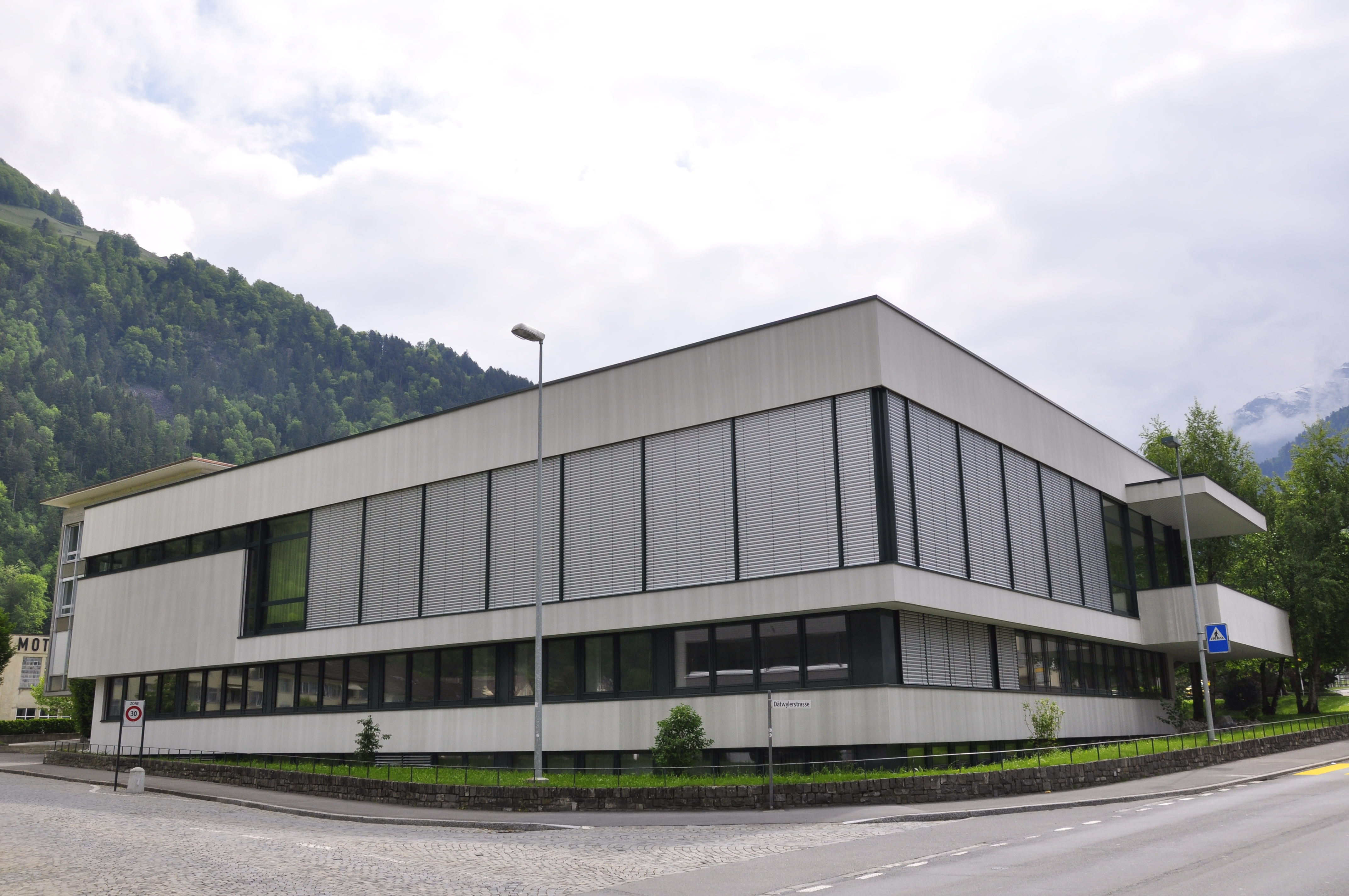
Personalhaus Dätwyler AG, 1965 (Architekt: Roland Rohn)
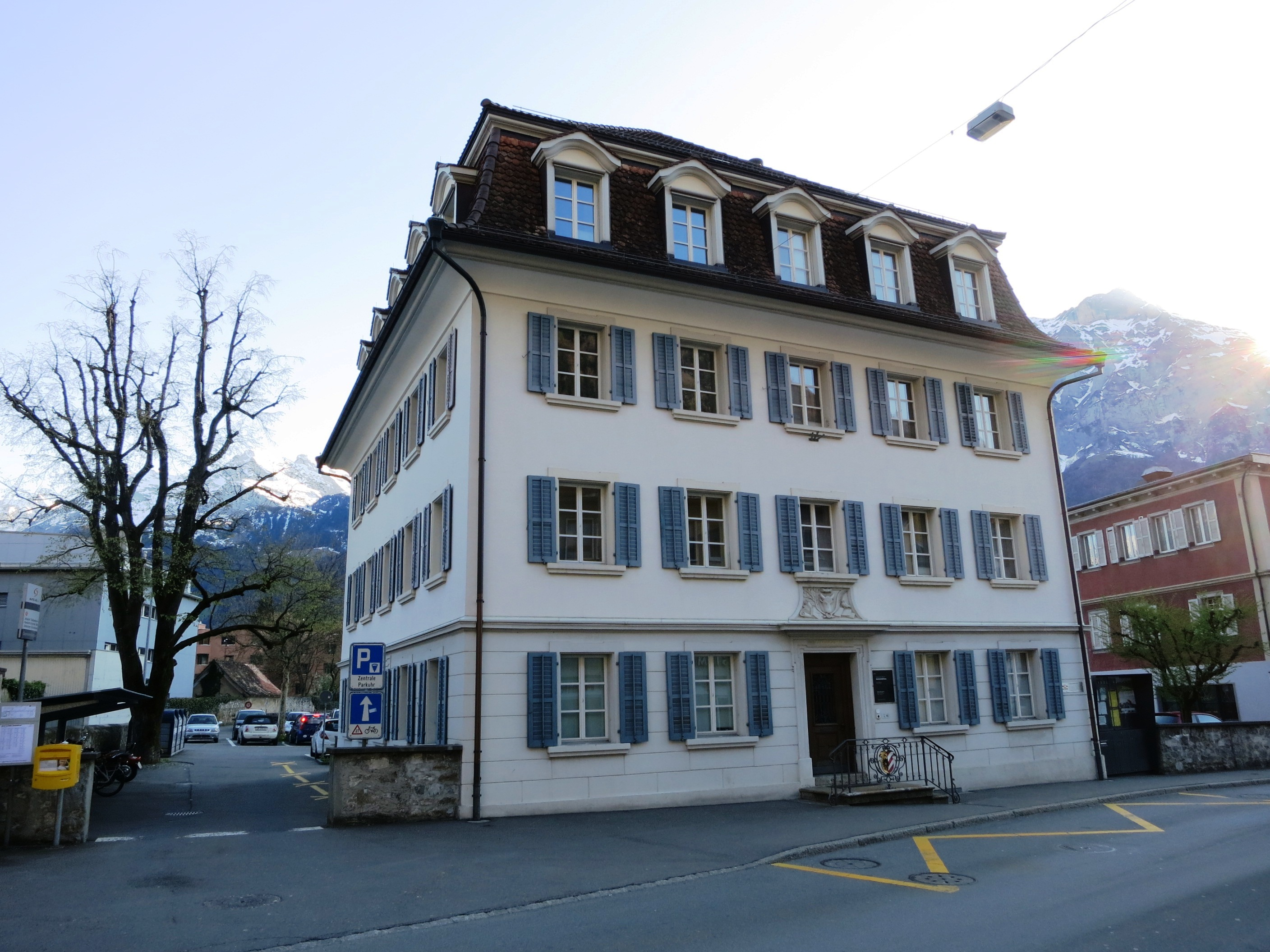
Gemeindehaus, 1809/10

## Auszeichnungen
- Altdorf erhielt 2007 den Wakkerpreis des Schweizer Heimatschutzes (SHS).[22]
- Am 23. September 2008 hat der Trägerverein Energiestadt der Gemeinde Altdorf das Label Energiestadt zugesprochen.[23][24]

## Persönlichkeiten
- Pompeo Della Croce (* 1527 in Mailand; † 22. August 1594 in Altdorf), Gesandter Spaniens in der Eidgenossenschaft.[25]
- Antonio Gallerani (* um 1559 (Defendente) in Cannobio; † 29. März 1624 in Altdorf), Kapuziner, Provinzial der Kapuzinerprovinz in Luzern, Baumeister[26]
- Sebastian Peregrin Zwyer von Evebach (1597–1661), Politiker, Diplomat, Militärunternehmer
- Maria Josepha Müller-Brand (1742–1828), Gutsbesitzerin
- Carlo Andrea Galetti (1745–1806), Altarbauer
- Franz Vinzenz Schmid (1758–1799), Chronist
- Dominik Epp (1776–1848), Gutsbesitzer und Politiker
- Jakob Anton Müller (1777–1848), Politiker
- Karl Emanuel Müller (1804–1869), Erbauer der Nydeggbrücke in Bern
- Franz Jauch (1807–1867), Politiker, Bundesrichter
- Josef Lusser (1816–1882), Politiker, Postdirektor
- Franz Schmid (1841–1923), Jurist, Bundesrichter, Politiker und Nationalrat
- Gustav Muheim (1851–1917), Politiker und Rentier
- Josef Müller (1870–1929), römisch-katholischer Pfarrer und Sammler von Volkssagen
- Eduard Wymann (1870–1956), römisch-katholischer Pfarrer, Staatsarchivar und Autor
- Hanns In der Gand (Ladislaus Krupski, 1882–1947), Volksliedsammler
- Alois Müller (1891–1973), Landwirt, Verbandspräsident und Politiker
- Heinrich Danioth (1896–1953), Maler und Dichter
- Erna Schillig (1900–1993), Malerin, Textilkünstlerin
- Iso Müller (1901–1987), römisch-katholischer Geistlicher, Theologe und Historiker
- Oskar Eberle (1902–1956), Regisseur Tellspiele 1956
- Alfred Abegg (1905–2002), Politiker
- Franz Muheim (1923–2009), Politiker
- Markus Lusser (1931–1998), Jurist, Präsident der Schweizerischen Nationalbank
- Hansheiri Dahinden (1932–2022), Politiker und Liedermacher
- Fredi M. Murer (* 1940), Filmemacher
- Martin Stadler (* 1944), Schriftsteller
- Hansheiri Inderkum (* 1947), Politiker und Ständeratspräsident (2010–2011)
- Markus Stadler (* 1948), Politiker
- Hansruedi Stadler (* 1953), Politiker
- Bruno Lafranchi (* 1955), Langstreckenläufer
- Gabi Huber (* 1956), Politikerin (FDP), Rechtsanwältin und Managerin
- Carmen Walker Späh (* 1958), Politikerin und Regierungsrätin Kanton Zürich
- Walter Sigi Arnold (* 1959), Schauspieler, Sprecher und Regisseur
- Christine Widmer Baumann (* 1959), Politikerin
- Sabine Dahinden (* 1968), Fernsehmoderatorin
- Luzia Zberg (* 1970), Radrennfahrerin
- Dimitri Moretti (* 1972), Politiker (SP)
- Evelyn Schuler (* 1974), brasilianische Skirennfahrerin
- Simone Zgraggen (* 1975), Geigerin
- Michel Roth (* 1976), Komponist, Musikforscher und Hochschullehrer
- Raphael Walker (* 1977), Landrat (Grüne)
- Beat Arnold (1978–2021), Politiker, Regierungsrat und Nationalrat
- Giuseppe Atzeni (* 1978), Radrennfahrer
- Pamela Rosenkranz (* 1979), Künstlerin
- Dave Gisler (* 1983), Jazzmusiker
- Simon Stadler  (* 1988), Politiker
- Linda Indergand (* 1993), Radsportlerin